# Benedikt
Benedikt (Duits: Sankt Benedikt in den Windischen Büheln) is een gemeente in Slovenië. De gemeente telde bij een schatting van 2022 2.684 inwoners.

## Bevolking
Op 1 januari 2022 telde Benedikt 2.684 inwoners, een stijging van 2,7% ten opzichte van 2.614 inwoners een jaar eerder. In de laatste officiële census van maart 2002 woonden er nog 2.084 personen in de gemeente. Het dorp Benedikt was de grootste plaats in het dorp met 1.158 inwoners in 2022, gevolgd door Ihova met 287 inwoners en Štajngrova met 226 inwoners.
In 2022 bestond 13,7% van de bevolking van Benedikt uit 65-plussers, waarmee Benedikt de minst vergrijsde gemeente in Slovenië was. Het landelijke gemiddelde was 21,1%.

## Plaatsen in de gemeente
Benedikt v Slovenskih goricah, Drvanja, Ihova, Ločki Vrh, Negovski Vrh, Obrat, Spodnja Bačkova, Spodnja Ročica, Stara Gora, Sv. Trije Kralji v Slovenskih Goricah, Trotkova, Trstenik, Štajngrova, Ženjak
Benedikt · Cerkvenjak · Cirkulane · Destrnik · Dornava · Duplek · Gorišnica · Hajdina · Hoče-Slivnica · Juršinci · Kidričevo · Kungota · Lenart · Lovrenc na Pohorju · Majšperk · Makole · Maribor · Markovci · Miklavž na Dravskem polju · Oplotnica · Ormož · Pesnica · Podlehnik · Poljčane · Ptuj · Rače-Fram · Ruše · Selnica ob Dravi · Slovenska Bistrica · Središče ob Dravi · Starše · Sveta Ana · Sveta Trojica v Slovenskih goricah · Sveti Andraž v Slovenskih goricah · Sveti Jurij · Sveti Tomaž · Šentilj · Trnovska vas · Videm · Zavrč · Žetale